# Dactyloptena papilio
Dactyloptena papilio — вид скорпеноподібних риб родини Довгоперові (Dactylopteridae). Це морський демерсальний вид, що поширений на континентальному шельфі в Арафурському морі біля берегів Нової Гвінеї та Австралії на глибині 13-137 м. Максимальний розмір тіла сягає близько 22 см.